# Kel-Tec KSG
Kel-Tec KSGは、アメリカ合衆国のKel-Tec CNC社が生産している12番径ブルパップ方式ポンプアクション散弾銃である。警備用・護身用として開発された。切り替え可能な2つのチューブラーマガジンを持つのが最大の特徴であり、手動で切り替えることで2種類のショットシェルを使い分けることが可能とされる。そしてKSGとは、『Kel-Tec Shotgun』の略称である。 

## 概要
2011年のSHOTショーで、同社製の銃火器では第2弾となるブルパップ製品として発表され、分類としてはデュアルマガジン・セレクトフィード・ポンプアクション・ショットガンとも呼称される。発売後、作動方式は古典的なポンプアクション方式だったにもかかわらず、そのコンパクトなサイズでありながら、高火力という相反する二つの要素を見事に両立させた点で注目を集める。  
開発発表を行った当初、Kel-Tec社側は希望小売り価格は880ドルと予想していたが、実際に出荷が開始された2011年後半で市場からは予想以上の反響を呼んだため、出荷が始まってから初期の頃はかなりの品薄状態が続いた。それに加えて1年後の2012年に相次いで起きた乱射事件によって、銃規制の対象になるのでは無いかという懸念も重なり、Kel-Tec社は本銃の開発費が回収出来なくなる事を危惧して2013年に値上げをする事を流通業者に発表した。値上げした事で市場ではプレミアが付いて2000ドル以上の価格となった事もあったが、2014年に規制の心配が薄らいでいき、MSRPは約990ドルに落ち着いていくが、それでも供給自体はやや追い付いていない事から、2014年時点では約1300ドル程で取引されている。 

## 構造
バレルロックは、ボルトの上部にあるスイングウェッジによって行われ、バレルエクステンションに係合する。 銃身の下に備えた2つのチューブラーマガジンから供弾される。チューブラーマガジンが2つあることで単純に装弾数を増やすだけでなく、後述の通り撃ち分けを行うことが可能である。 
給弾はピストルグリップの後ろにある3ポジションレバーを切り替えて、手動でマガジンを選択する必要がある。レバーを片側に切り替えることで、それぞれのマガジンから給弾される。 1つのマガジンが空になった場合、マガジン選択レバーをもう一方のマガジンに手動で切り替えるか、空のマガジンにショットシェルを装填する必要がある。 
また、2つのチューブラーマガジンを有することを利用し、それぞれのチューブラーマガジンに別の種類のショットシェルを装填することにより、3ポジションレバーを切り替えるだけで、散弾とスラッグ弾を必要に応じて撃ち分けるなど、発射するショットシェルの撃ち分けをする芸当が可能である。 
また、3ポジションレバーを中央にすることで、マガジンからの給弾を停止し、薬室に直接手動で1発装填できる。 
ショットシェルは、銃底、ピストルグリップの後ろにある大きな装填/排出ポートからマガジンに装填される。 この方式をとることで、左構え・右構えどちらでも射撃しやすい銃となっているが、空薬莢が同じポートから排出されるため、熱せられた薬莢が腕に当たるのが欠点とされる。 照準器は、バレルの上にある標準のピカティニーレールを使用することで装備ができる。 2本目のピカティニーレールはスライドフォアエンドの下部にある。  
各チューブには合計7個の2.75インチ (70 mm) 12番径ショットシェルまたは6個の3インチ (76 mm)  ショットシェルを装填できる。 
Kel-Tec CNCは、銃身・チューブラーマガジンを延長させた派生型「KSG25」を開発し、装弾数を7×2+1の15発から12×2+1の25発に増強したものを開発した。
また、チューブラーマガジンを1本に減らし、軽量化を図った「KS7」も販売されている。

## 運用国
- 韓国

第707特殊任務大隊
- フランス

フランス国家警察特別介入部隊
- イギリス

SASおよび一部の民間軍事会社

## 改良
KSGが2011年に発表されて以来、セレクタースイッチの破損、二重給弾といった構造上の問題点が指摘された。 Kel-Tec CNCはこれらの問題を解決した改良品を迅速に開発し、初代KSGを無料でアップグレードすることも提案した。  
そのほかの改善点として、トリガーリセット、小さなシェルチューブの覗き穴、およびアクションリリースの修正が含まれており、使い勝手の改善がなされた。

## 登場作品

### 映画
『ジョン・ウィック』
主人公が敵から鹵獲して使用する。

### アニメ
『リコリス・リコイル』
錦木千束とミカが使用。ただし、ドアをブリーチする散弾とオリジナルの非殺傷弾を使用。

### 漫画
『ゲート 自衛隊 彼の地にて、斯く戦えり』
漫画版でCIAの工作員がダットサイト付きの物を使用する。その後、自衛隊に鹵獲され、自衛隊側でも使用される。

### ゲーム
『ミルクチョコオンラインFPS』

『コール オブ デューティ ブラックオプス2』
現代編のショットガンの一つとして登場。
『ソードアート・オンライン・フェイタル・バレット』
劇中登場人物「ユナ」がKel-Tec KSG風の銃器を使用。
『ドールズフロントライン』
萌え擬人化である戦術人形「Am KSG」として登場。ゲーム中では実際に戦術人形がKSGを使用している。
『Alliance of  Valiant Arms』
ゲーム内兵科「ポイントマン」のメイン武器として「KEL-TEC KSG」の名称で登場。
銃の3Dモデルは2つのチューブラーマガジンを有しており、ゲーム内説明文でもその旨記述されているが、装弾数が7発と少なく、KSGとバリエーションのKS7を混同している節がある。